# Northern Counties East Football League
De Northern Counties East Football League is een Engelse regionale voetbalcompetitie voor clubs uit de regio's Yorkshire, Lincolnshire, Derbyshire en Nottinghamshire. De competitie werd opgericht in 1982 door samenvoeging van de Yorkshire League en de Midland League. De competitie maakt deel uit van het negende en tiende niveau in de Engelse voetbalpiramide en bestaat tegenwoordig uit twee divisies: de Premier Division en Division One.

## Geschiedenis
Vanaf de oprichting in 1982 tot 2007 kende de competitie de oudste rivaliteit in het voetbal. Sheffield en Hallam, bovendien de oudste voetbalclubs ter wereld, speelden in die periode in de competitie. Het stadion van Hallam, Sandygate Road, is tevens officieel het oudste stadion ter wereld en dient sinds de oprichting van Hallam in 1860 als thuishaven van de club.

## Structuur

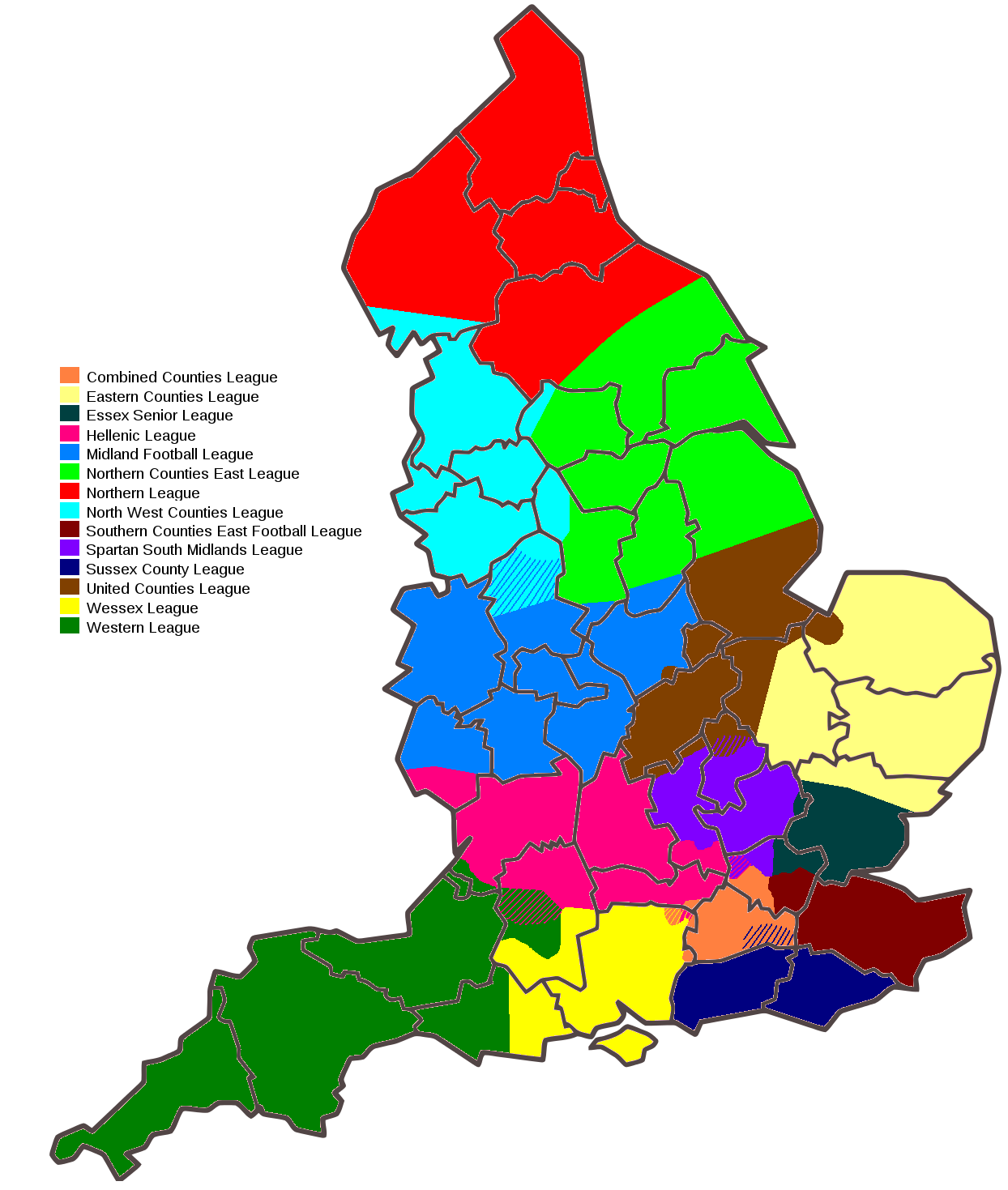
Het gebied dat wordt beslagen door de Northern Counties East League is lichtgroen gekleurd.

Door de jaren heen is de competitiestructuur meerdere keren veranderd. Er zijn hoofdzakelijk divisies verloren gegaan. In een overzicht:
- 1982-1984: Premier Division, Division One North, Division One South, Division Two North, Division Two South
- 1984-1985: Premier Division, Division One North, Division One Central, Division One South
- 1985-1986: Premier Division, Division One, Division Two, Division Three
- 1986-1991: Premier Division, Division One, Division Two
- 1991-heden: Premier Division, Division One

De kampioen van de Premier Division promoveert naar Division One North of Division One South van de Northern Premier League. Mocht de betreffende club niet aan de eisen voldoen, dan komt de nummer twee in aanmerking voor promotie. De twee laagst geklasseerde clubs in de Premier Division degraderen aan het einde van het seizoen naar Division One. Echter, de afgelopen jaren heeft niet altijd degradatie plaatsgevonden in verband met een tekort aan clubs. De kampioen en de nummer twee van Division One promoveren normaliter naar de Premier Division.
De kampioenen van enkele divisies op het elfde niveau kunnen eventueel aanspraak maken op promotie naar Division One. Sinds het seizoen 2008/09 mag de kampioen van de East Midlands Counties League, afhankelijk van de geografische ligging, zelfs rechtstreeks promoveren naar de Premier Division.

## Overzicht van clubs in het seizoen 2025/26
In het seizoen 2025/26 maken de volgende clubs deel uit van de Northern Counties East Football League:
| Premier Division - Albion Sports - Barton Town - Beverley Town - Bottesford Town - Campion - Eccleshill United - Farsley Celtic - Frickley Athletic - Golcar United - Handsworth - Horbury Town - Knaresborough Town - Liversedge - Parkgate - Penistone Church - Pickering Town - Rossington Main - Sheffield - Tadcaster Albion - Thackley - Wombwell Town |  | Division One - Appleby Frodingham - Armthorpe Welfare - Athersley Recreation - Brigg Town - Club Thorne Colliery - Crowle Colts - Dearne & District - Doncaster City - Glasshoughton Welfare - Goole - Harrogate Railway Athletic - Ilkley Town - Leeds UCFA - Louth Town - Maltby Main - Nostell Miners Welfare - Route One Rovers - Selby Town - South Leeds - Wakefield - Winterton Rangers - Worsbrough Bridge Athletic |